# Martin Estelmann
Martin Estelmann (* 17. Mai 1961 in Landau in der Pfalz) ist ein deutscher Jurist und Richter am Bundessozialgericht, seit November 2023 als Vorsitzender Richter.

## Leben
Martin Estelmann verbrachte seine Kindheit und Jugend in Landau in der Pfalz. Nach dem zweijährigen Dienst als Soldat auf Zeit studierte er Rechtswissenschaft an der Universität des Saarlandes in Saarbrücken. Das erste juristische Staatsexamen bestand er im Jahr 1988, das zweite nach erfolgreich absolviertem Referendardienst 1991.
Von September 1991 bis Januar 1993 war Estelmann Wissenschaftlicher Mitarbeiter an der Universität Freiburg, wo er 1993 mit einer Arbeit über „Rechtlich selbständige Sozialeinrichtungen: ein Schnittpunkt von Betriebsverfassungsrecht und Gesellschaftsrecht“ promoviert wurde.
Seit Februar 1993 war Estelmann in der sächsischen Sozialgerichtsbarkeit tätig, und zwar bei den Sozialgerichten in Dresden und Leipzig. Während dieser Zeit war er 1994 an das Bundessozialgericht, 1996/1997 an das Sächsische Landessozialgericht sowie von November 1997 bis Dezember 2000 an das Bundesverfassungsgericht abgeordnet.
Anfang 2000 wurde Martin Estelmann zum Richter am Sächsischen Landessozialgericht ernannt. Im September 2004 wurde er Vorsitzender Richter am Landessozialgericht. Seit dem Mai 2006 war er Vizepräsident des Sächsischen Landessozialgerichts.
Mit Wirkung vom 1. Juni 2011 ist Estelmann zum Richter am Bundessozialgericht ernannt worden, wo er im ersten Senat für Fälle aus der Gesetzlichen Krankenversicherung zuständig ist (zur aktuellen Senatszugehörigkeit siehe Bundessozialgericht). Mit der Ernennung zum Vorsitzenden Richter am 1. November 2023 übernahm er den Vorsitz des 4./11. Senats, der für das Bürgergeld/die Grundsicherung für Arbeitsuchende und die Arbeitslosenversicherung zuständig ist.
Martin Estelmann ist verheiratet und hat zwei Söhne.

## Schriften
- Rechtlich selbständige Sozialeinrichtungen: ein Schnittpunkt von Betriebsverfassungsrecht und Gesellschaftsrecht. Müller. Juristischer Verlag. Schriften zum Wirtschafts-, Arbeits- und Sozialrecht, Band 59.  Zugl.: Freiburg (Breisgau), Univ., Diss., 1993. Heidelberg. 1994. ISBN 3-8114-2294-4.
- (gemeinsam mit Wolfgang Ost, Gerhard Mohr): Grundzüge des Sozialrechts. 2., neubearbeitete und erweiterte Auflage. Verlag Vahlen. München. 1998. ISBN 3-8006-1792-7.
- als Herausgeber: SGB II: Kommentar zum Sozialgesetzbuch II. Luchterhand. Köln. Seit 2005 (Loseblatt). ISBN 3-472-06016-6.
- als Mitautor von Wolfgang Eicher, Rainer Schlegel (Hrsg.): SGB III: Arbeitsförderung. Kommentar mit Nebenrecht. Luchterhand. Köln. 2013. ISBN 978-3-472-03141-3.